# Tottenham Hotspur Football Club Women 2022-2023
Questa voce raccoglie le informazioni riguardanti il Tottenham Hotspur Football Club Women nelle competizioni ufficiali della stagione 2022-2023.

## Stagione
Il campionato di Women's Super League, il quarto consecutivo del Tottenham Hotspur in massima serie, è stato concluso al nono posto con 18 punti conquistati in 22 giornate, frutto di 5 vittorie, 3 pareggi e 14 sconfitte. Nonostante le premesse di inizio stagione, la squadra si ritrovò presto nella zona retrocessione, complice anche una serie di nove sconfitte consecutive, che portarono all'esonero dell'allenatrice Rehanne Skinner. La vice allenatrice Victoria Jepson venne incaricata di guidare la squadra fino al termine della stagione. Grazie ad alcuni innesti della sessione invernale di calciomercato, quali Bethany England e Mana Iwabuchi, la squadra riuscì a raggiungere il nono posto finale e la salvezza.
In FA Women's Cup la squadra, che era partita dal quarto turno, è stata eliminata al quinto turno dal Reading dopo i tiri di rigore. In FA Women's League Cup la squadra ha superato la fase a gruppi come prima  classificata; è stata poi eliminata nei quarti di finale dal Chelsea.

## Maglie e sponsor
Le tenute di gioco solo le stesse adottate dal Tottenham maschile.
| Casa | Trasferta | Terza divisa |

## Rosa
| N. |                          | Ruolo | Calciatrice                 |
| -- | ------------------------ | ----- | --------------------------- |
| 1  | Finlandia (bandiera)     | P     | Tinja-Riikka Korpela        |
| 3  | Canada (bandiera)        | D     | Shelina Zadorsky (capitano) |
| 4  | Inghilterra (bandiera)   | D     | Amy Turner                  |
| 5  | Inghilterra (bandiera)   | D     | Molly Bartrip               |
| 6  | Inghilterra (bandiera)   | D     | Kerys Harrop                |
| 7  | Inghilterra (bandiera)   | A     | Jessica Naz                 |
| 8  | Corea del Sud (bandiera) | C     | Cho So-hyun                 |
| 9  | Polonia (bandiera)       | A     | Nikola Karczewska           |
| 10 | Inghilterra (bandiera)   | A     | Ellie Brazil                |
| 11 | Germania (bandiera)      | C     | Ramona Petzelberger         |
| 12 | Nuova Zelanda (bandiera) | C     | Ria Percival                |
| 13 | Inghilterra (bandiera)   | D     | Asmita Ale                  |
| 14 | Norvegia (bandiera)      | A     | Celin Bizet Ildhusøy        |
| 15 | Galles (bandiera)        | C     | Angharad James              |

| N. |                        | Ruolo | Calciatrice            |
| -- | ---------------------- | ----- | ---------------------- |
| 16 | Inghilterra (bandiera) | A     | Kit Graham             |
| 17 | Australia (bandiera)   | A     | Kyah Simon             |
| 18 | Inghilterra (bandiera) | A     | Chioma Ubogagu         |
| 19 | Inghilterra (bandiera) | A     | Bethany England        |
| 20 | Giappone (bandiera)    | A     | Mana Iwabuchi          |
| 22 | Giamaica (bandiera)    | P     | Rebecca Spencer        |
| 23 | Inghilterra (bandiera) | A     | Rosella Ayane          |
| 24 | Giamaica (bandiera)    | C     | Drew Spence            |
| 25 | Finlandia (bandiera)   | C     | Eveliina Summanen      |
| 26 | Inghilterra (bandiera) | D     | Gracie Pearse          |
| 29 | Inghilterra (bandiera) | D     | Ashleigh Neville       |
| 37 | Inghilterra (bandiera) | C     | Ella Rose Houghton     |
| 39 | Inghilterra (bandiera) | A     | Lenna Gunning-Williams |
| 40 | Inghilterra (bandiera) | C     | Kayleigh Stead         |

## Calciomercato

### Sessione estiva
| Acquisti | Acquisti             | Acquisti            | Acquisti      |
| R.       | Nome                 | da                  | Modalità      |
| -------- | -------------------- | ------------------- | ------------- |
| P        | Eleanor Heeps        | Blackburn Rovers    | fine prestito |
| D        | Esther Morgan        | Leicester City      | fine prestito |
| D        | Gracie Pearse        | Crystal Palace      | fine prestito |
| D        | Amy Turner           | Orlando Pride       | [ 8 ]         |
| C        | Angharad James       | Orlando Pride       | [ 9 ]         |
| C        | Silvana Flores       | Ipswich Town        | fine prestito |
| C        | Ramona Petzelberger  | Aston Villa         | [ 10 ]        |
| C        | Drew Spence          | Chelsea             | [ 11 ]        |
| A        | Ellie Brazil         | Brighton & Hove     | [ 12 ]        |
| A        | Celin Bizet Ildhusøy | Paris Saint-Germain | [ 13 ]        |
| A        | Nikola Karczewska    | Fleury              | [ 14 ]        |

| Cessioni | Cessioni              | Cessioni          | Cessioni      |
| R.       | Nome                  | a                 | Modalità      |
| -------- | --------------------- | ----------------- | ------------- |
| P        | Eleanor Heeps         | Coventry Utd      | prestito      |
| D        | Josie Green           | Leicester City    | [ 16 ]        |
| D        | Esther Morgan         | Coventry Utd      | prestito      |
| D        | Viktoria Schnaderbeck | Arsenal           | fine prestito |
| C        | Angela Addison        | Charlton Athletic | [ 16 ]        |
| C        | Maéva Clémaron        | Servette Chênois  | [ 17 ]        |
| C        | Silvana Flores        | Monterrey         | [ 18 ]        |
| C        | Tang Jiali            | Shanghai Shengli  | fine prestito |
| C        | Rachel Williams       | Manchester United | [ 16 ]        |

### Sessione invernale
| Acquisti | Acquisti        | Acquisti     | Acquisti      |
| R.       | Nome            | da           | Modalità      |
| -------- | --------------- | ------------ | ------------- |
| D        | Esther Morgan   | Coventry Utd | fine prestito |
| A        | Bethany England | Chelsea      | [ 20 ]        |
| A        | Mana Iwabuchi   | Arsenal      | prestito      |

| Cessioni | Cessioni      | Cessioni     | Cessioni |
| R.       | Nome          | a            | Modalità |
| -------- | ------------- | ------------ | -------- |
| D        | Esther Morgan | Sunderland   | prestito |
| D        | Gracie Pearse | Bristol City | prestito |

## Risultati

### Women's Super League

#### Girone di andata
| Arbitro: | Fearn |

|             |           |                               |
| England 75’ | Marcatori | 67’ Galton 76’ (aut.) Bartrip |

| Arbitro: | Dowle |

|                   |           |                          |
| Spence 58’ (aut.) | Marcatori | 35’ Neville 45+2’ Spence |

| Arbitro: | Welch |

|                                    |           |  |
| Mead 5’ Miedema 44’, 69’ Souza 54’ | Marcatori |  |

| Arbitro: | Byrne |

|                  |           |  |
| Fahey 11’ (aut.) | Marcatori |  |

| Arbitro: | Heaslip |

|  |           |                        |
|  | Marcatori | 41’, 47’ Shaw 76’ Hemp |

| Arbitro: | Saunders |

|  |           |                                                                           |
|  | Marcatori | 2’ Bartrip 19’ Karczewska 29’, 56’ Neville 45+2’, 58’ Spence 60’, 83’ Naz |

| Arbitro: | Dowle |

|  |           |                                   |
|  | Marcatori | 8’ Snoeijs 36’ Park 90+5’ Queiroz |

| Arbitro: | Welch |

|                                         |           |  |
| Kerr 12’ Cuthbert 26’ Reiten 36’ (rig.) | Marcatori |  |

| Arbitro: | Brook |

|                   |           |  |
| Turner 12’ (aut.) | Marcatori |  |

| Arbitro: | Watkins |

|  |           |                                |
|  | Marcatori | 49’ Brynjarsdóttir 83’ Cissoko |

| Arbitro: | Kirk |

|                   |           |             |
| Dali 34’ Daly 38’ | Marcatori | 28’ England |

#### Girone di ritorno
| Arbitro: | Yamashita (Giappone) |

|             |           |  |
| England 65’ | Marcatori |  |

| Arbitro: | Byrne |

|                            |           |                                |
| England 16’ Karczewska 88’ | Marcatori | 8’ Carter 27’ James 64’ Reiten |

| Arbitro: | Byrne |

|                             |           |                    |
| Shaw 45+2’, 47’ (rig.), 83’ | Marcatori | 31’ Bizet Ildhusøy |

| Arbitro: | Simms |

|                         |           |           |
| Koivisto 21’ Kearns 35’ | Marcatori | 17’ Ayane |

| Arbitro: | Saunders |

|                    |           |                                                             |
| England 39’ (rig.) | Marcatori | 5’ Blackstenius 29’, 70’ Foord 66’ (rig.) Little 76’ Maanum |

| Arbitro: | Benn |

|                                |           |              |
| Sørensen 4’ Beever-Jones 90+4’ | Marcatori | 22’ Summanen |

| Arbitro: | Pearson |

|                               |           |                         |
| Summanen 27’, 47’ England 59’ | Marcatori | 9’ Hanson 21’, 84’ Daly |

| Arbitro: | Foster |

|                  |           |                     |
| England 12’, 78’ | Marcatori | 10’ Terland 65’ Lee |

| Arbitro: | Dowle |

|                                 |           |  |
| Galton 32’ Russo 35’ Parris 53’ | Marcatori |  |

| Arbitro: | Heaslip |

|                                          |           |                   |
| England 29’, 62’ Ildhusøy 41’ Graham 75’ | Marcatori | 79’ Vanhaevermaet |

| Arbitro: | Pearson |

|                              |           |                  |
| Snerle 38’ Graham 44’ (aut.) | Marcatori | 20’, 48’ England |

### FA Women's Cup
| Arbitro: | Burgin |

|                                                                       |           |  |
| England 11’ Iwabuchi 45+1’ Spence 48’ Bennett 65’ (aut.) Summanen 79’ | Marcatori |  |

| Arbitro: | Fearn |

|                                     |                      |                                                 |
| Spence Graham Harrop Ildhusøy Ayane | Tiri di rigore 4 – 5 | Vanhaevermaet Mukandi Eikeland Troelsgaard Wade |

### FA Women's League Cup

#### Fase a gruppi
| Arbitro: | Fearns |

|                     |           |                       |
| Dowie 90+11’ (rig.) | Marcatori | 7’ Cho 30’ Karczewska |

| Arbitro: | Jones |

|                                                                    |           |                  |
| Summanen 6’ Ayane 14’ Harrop 25’ Turner 60’ Gunning-Williams 90+3’ | Marcatori | 90+1’ Orthodoxou |

| Arbitro: | Fullicks |

|  |           |                |
|  | Marcatori | 26’ Karczewska |

#### Fase a eliminazione diretta
| Arbitro: | Pearson |

|              |           |                         |
| Spence 90+4’ | Marcatori | 38’, 86’ Kerr 68’ Kirby |

## Statistiche

### Statistiche di squadra
| Competizione          | Punti | In casa | In casa | In casa | In casa | In casa | In casa | In trasferta | In trasferta | In trasferta | In trasferta | In trasferta | In trasferta | Totale | Totale | Totale | Totale | Totale | Totale | DR  |
| Competizione          | Punti | G       | V       | N       | P       | Gf      | Gs      | G            | V            | N            | P            | Gf           | Gs           | G      | V      | N      | P      | Gf     | Gs     | DR  |
| --------------------- | ----- | ------- | ------- | ------- | ------- | ------- | ------- | ------------ | ------------ | ------------ | ------------ | ------------ | ------------ | ------ | ------ | ------ | ------ | ------ | ------ | --- |
| Women's Super League  | 18    | 11      | 3       | 2       | 6       | 15      | 24      | 11           | 2            | 1            | 8            | 16           | 23           | 22     | 5      | 3      | 14     | 31     | 47     | -16 |
| FA Women's Cup        | -     | 2       | 1       | 1       | 0       | 5       | 0       | 0            | 0            | 0            | 0            | 0            | 0            | 2      | 1      | 1      | 0      | 5      | 0      | +5  |
| FA Women's League Cup | -     | 2       | 1       | 0       | 1       | 6       | 4       | 2            | 2            | 0            | 0            | 3            | 1            | 4      | 3      | 0      | 1      | 9      | 5      | +4  |
| Totale                | -     | 15      | 5       | 3       | 7       | 26      | 28      | 13           | 4            | 1            | 8            | 19           | 24           | 28     | 9      | 4      | 15     | 45     | 52     | -7  |

### Andamento in campionato
| Giornata  | 1 | 2 | 3 | 4 | 5 | 6 | 7 | 8 | 9 | 10 | 11 | 12 | 13 | 14 | 15 | 16 | 17 | 18 | 19 | 20 | 21 | 22 |
| --------- | - | - | - | - | - | - | - | - | - | -- | -- | -- | -- | -- | -- | -- | -- | -- | -- | -- | -- | -- |
| Luogo     | C | T | T | C | C | T | C | T | T | C  | T  | C  | C  | T  | T  | C  | T  | C  | C  | T  | C  | T  |
| Risultato | P | V | P | V | P | V | P | P | V | P  | P  | V  | P  | P  | P  | P  | P  | N  | N  | P  | V  | N  |
| Posizione | 9 | 5 | 9 | 7 | 8 | 5 | 8 | 7 | 7 | 7  | 8  | 9  | 10 | 10 | 9  | 9  | 9  | 9  | 9  | 10 | 9  | 9  |

Legenda:

Luogo: C = Casa; T = Trasferta. Risultato: V = Vittoria; N = Pareggio; P = Sconfitta.

### Statistiche delle giocatrici
| Giocatore           | Women's Super League | Women's Super League | Women's Super League | Women's Super League | FA Women's Cup | FA Women's Cup | FA Women's Cup | FA Women's Cup | FA Women's League Cup | FA Women's League Cup | FA Women's League Cup | FA Women's League Cup | Totale   | Totale | Totale      | Totale     |
| Giocatore           | Presenze             | Reti                 | Ammonizioni          | Espulsioni           | Presenze       | Reti           | Ammonizioni    | Espulsioni     | Presenze              | Reti                  | Ammonizioni           | Espulsioni            | Presenze | Reti   | Ammonizioni | Espulsioni |
| ------------------- | -------------------- | -------------------- | -------------------- | -------------------- | -------------- | -------------- | -------------- | -------------- | --------------------- | --------------------- | --------------------- | --------------------- | -------- | ------ | ----------- | ---------- |
| A. Ale              | 13                   | 0                    | 0                    | 0                    | 2              | 0              | 0              | 0              | 2                     | 0                     | 0                     | 0                     | 17       | 0      | 0           | 0          |
| R. Ayane            | 19                   | 1                    | 1                    | 0                    | 2              | 0              | 0              | 0              | 3                     | 1                     | 1                     | 0                     | 24       | 2      | 2           | 0          |
| M. Bartrip          | 22                   | 1                    | 3                    | 0                    | 2              | 0              | 0              | 0              | 4                     | 0                     | 0                     | 0                     | 28       | 1      | 3           | 0          |
| C. Bizet Ildhusøy   | 22                   | 2                    | 1                    | 0                    | 2              | 0              | 0              | 0              | 3                     | 0                     | 0                     | 0                     | 27       | 2      | 1           | 0          |
| E. Brazil           | 3                    | 0                    | 0                    | 0                    | -              | -              | -              | -              | 1                     | 0                     | 0                     | 0                     | 4        | 0      | 0           | 0          |
| S-H. Cho            | 9                    | 0                    | 0                    | 0                    | -              | -              | -              | -              | 3                     | 0                     | 0                     | 0                     | 12       | 0      | 0           | 0          |
| B. England          | 12                   | 12                   | 0                    | 0                    | 1              | 1              | 0              | 0              | 1                     | 0                     | 0                     | 0                     | 14       | 13     | 0           | 0          |
| K. Graham           | 9                    | 1                    | 0                    | 0                    | 1              | 0              | 0              | 0              | -                     | -                     | -                     | -                     | 10       | 1      | 0           | 0          |
| J. Green            | -                    | -                    | -                    | -                    | -              | -              | -              | -              | -                     | -                     | -                     | -                     | -        | -      | -           | -          |
| L. Gunning-Williams | 1                    | 0                    | 0                    | 0                    | 0              | 0              | 0              | 0              | 2                     | 1                     | 0                     | 0                     | 3        | 1      | 0           | 0          |
| K. Harrop           | 15                   | 0                    | 2                    | 0                    | 2              | 0              | 1              | 0              | 3                     | 1                     | 0                     | 0                     | 20       | 1      | 3           | 0          |
| E. Houghton         | 0                    | 0                    | 0                    | 0                    | 0              | 0              | 0              | 0              | 1                     | 0                     | 0                     | 0                     | 1        | 0      | 0           | 0          |
| M. Iwabuchi         | 10                   | 0                    | 0                    | 0                    | 2              | 1              | 0              | 0              | 1                     | 0                     | 0                     | 0                     | 13       | 1      | 0           | 0          |
| A. James            | 22                   | 0                    | 1                    | 0                    | 2              | 0              | 0              | 0              | 4                     | 0                     | 0                     | 0                     | 28       | 0      | 1           | 0          |
| N. Karczewska       | 14                   | 2                    | 1                    | 0                    | 2              | 0              | 0              | 0              | 3                     | 2                     | 0                     | 0                     | 19       | 4      | 1           | 0          |
| T-R. Korpela        | 11                   | -23                  | 0                    | 0                    | 2              | 0              | 0              | 0              | 3                     | -3                    | 0                     | 0                     | 16       | -26    | 0           | 0          |
| J. Naz              | 15                   | 2                    | 2                    | 0                    | -              | -              | -              | -              | 1                     | 0                     | 0                     | 0                     | 16       | 2      | 2           | 0          |
| A. Neville          | 21                   | 3                    | 4                    | 1                    | 2              | 0              | 0              | 0              | 1                     | 1                     | 1                     | 0                     | 24       | 4      | 5           | 1          |
| G. Pearse           | 1                    | 0                    | 0                    | 0                    | -              | -              | -              | -              | 2                     | 0                     | 0                     | 0                     | 3        | 0      | 0           | 0          |
| R. Percival         | 4                    | 0                    | 0                    | 0                    | -              | -              | -              | -              | -                     | -                     | -                     | -                     | 4        | 0      | 0           | 0          |
| R. Petzelberger     | 2                    | 0                    | 0                    | 0                    | -              | -              | -              | -              | -                     | -                     | -                     | -                     | 2        | 0      | 0           | 0          |
| K. Simon            | 2                    | 0                    | 0                    | 0                    | -              | -              | -              | -              | 1                     | 0                     | 1                     | 0                     | 3        | 0      | 1           | 0          |
| D. Spence           | 22                   | 3                    | 5                    | 0                    | 2              | 1              | 1              | 0              | 4                     | 1                     | 0                     | 0                     | 28       | 5      | 6           | 0          |
| R. Spencer          | 11                   | -24                  | 1                    | 0                    | 0              | 0              | 0              | 0              | 2                     | -2                    | 0                     | 0                     | 13       | -26    | 1           | 0          |
| K. Stead            | -                    | -                    | -                    | -                    | -              | -              | -              | -              | 1                     | 0                     | 0                     | 0                     | 1        | 0      | 0           | 0          |
| E. Summanen         | 20                   | 3                    | 5                    | 0                    | 1              | 1              | 0              | 0              | 4                     | 1                     | 0                     | 0                     | 25       | 5      | 5           | 0          |
| A. Turner           | 22                   | 0                    | 4                    | 0                    | 2              | 0              | 0              | 0              | 4                     | 1                     | 0                     | 0                     | 28       | 1      | 4           | 0          |
| C. Ubogagu          | 9                    | 0                    | 0                    | 0                    | 2              | 0              | 0              | 0              | 3                     | 0                     | 0                     | 0                     | 14       | 0      | 0           | 0          |
| S. Zadorsky         | 13                   | 0                    | 0                    | 0                    | 1              | 0              | 0              | 0              | 2                     | 0                     | 0                     | 0                     | 16       | 0      | 0           | 0          |